# 銀行のオンラインシステム
銀行のオンラインシステムとは、銀行に構築されているネットワーク、オンラインシステムのこと。
預金や貸出など、銀行の勘定系の事務は、かつて人手で労働集約的に行われていた。預金の口座元帳への記帳などこれら大量の事務作業を、情報処理技術・コンピュータシステムによって自動化・機械化していったのが始まり。

## 日本の銀行のオンラインシステム
一般に企業の情報システムは、本来の業務を支援するものと言える。一方銀行のシステムは、システムの機能自体が銀行の商品やサービスを具現化している。また、銀行のシステムが扱うデータは顧客の金融資産のデータであり、そのデータにCDやATMで顧客が直接アクセスする点が特徴である。従って、一般の企業の情報システムに比較して、信頼性や可用性、操作性などの面で一段上のレベルが求められてきた。
日本の銀行システムはアメリカと比較して、リアルタイム指向のシステムとしての発展が早かった。それには、以下のような理由がある。
1. アメリカでは小切手が主流であり、リアルタイム性はあまり求められなかった。一方、日本では現金が主流であり、リアルタイム性が必須であった。
2. アメリカの銀行は州境を越えた営業が禁止されていて、市場によって銀行が分かれていたため、銀行の規模があまり大きくなかった。
3. 日本の銀行は競争が制限された規制下でのビジネス展開であったため、金利などで差別化が図れないことから、効率性や信頼性が重要視された。

1959年（昭和34年）、三和銀行（現：三菱UFJ銀行）が真空管を使用したIBM 650を導入したのが、日本初の銀行へのコンピュータ導入である。オンラインシステムと言われる以前は、リアルタイム処理を要求されない事務をバッチ処理していた。
2002年（平成14年）4月には、みずほ銀行の合併によるシステム統合の大規模トラブルが生じた。これにより、国内のメガバンクおよび地銀上中位行では、改めてシステムの重要性を認識し、結果としてシステム部門が他部門と同等の地位に引き上げられているものの、一部の地方銀行では2000年代以降の金融業界を取り巻く法制度の急変により、システム開発・運用部門に負荷が増大し、また、システム部門を根拠なく下位と位置づけて経営計画で勘案せず、営業推進の不振や融資稟議・管理の遅れを「システムが悪いせい」と責任転嫁するなど、いまだに「システム蔑視」の風潮がはびこる銀行もあることから、自営継続を断念し、ベンダーと創始時参加行が主導となる共同システムに参加する銀行も増えている。

### 世代
- 第1次オンラインシステム - 1960年代半ばに構築
勘定系システムの構築。本店と支店のオンラインによる結合。左記による現金自動預け払い機(CD)での預金の預け入れ・引き出しの実現。自動引き落しサービス、振り込みサービスの提供など。
1965年（昭和40年）5月、三井銀行（現：三井住友銀行）で日本初のオンラインシステムが稼動。IBM 1410とIBM 1440をそれぞれ二重化したシステムであった。1960年代終盤には他の都市銀行がこれに追随した。地方銀行、相互銀行、信用金庫がオンラインシステムを導入するのは1970年代に入ってから本格化した。
- 第2次オンラインシステム - 1970年代半ばに構築
勘定科目毎に構築されていたオンラインを、連携処理する総合オンラインシステムへ再構築。他行、金融機関同士をオンラインで接続。左記による総合口座の登場。金融機関相互のCD、現金自動預け払い機(ATM)ネットワークの出現。ファームバンキング・ホームバンキングの登場。
- 第3次オンラインシステム - 1980年代半ばに構築
経営情報の集約、情報系システムの強化による営業管理、収益管理の強化。ALM（Asset Liability Management、資産・負債管理）。

### 銀行のオンラインおよび銀行のオンラインと接続しているネットワーク
- 都市銀行オンライン(BANCS)
- 地方銀行オンライン(ACS)
- 第二地方銀行オンライン(SCS)
- 信託銀行オンライン(SOCS)
- 信用金庫（しんきんネットキャッシュサービス）
- 信用組合オンライン(SANCS)
- 労働金庫オンライン(ROCS)
- 系統農協・信漁連（全国農協貯金ネットサービス）
- 長信銀・商工中金オンライン（LONGS）
- 全国キャッシュサービス(MICS、Multi Integrated Cash Service)
- 入金ネット
- 全国銀行データ通信システム（全銀ネット）- 内国為替制度を担うオンライン。
- 日本銀行金融ネットワークシステム（日銀ネット） - 日銀当預、および国債決済を担うオンライン。
- 手形交換所 - 手形交換制度を担うコンピュータシステムを持つまたは人手による立会い交換を行う場所。
- 国際銀行間通信協会（SWIFT） - 貿易など、国際的な銀行間のデータ交換を担うオンライン。
- ANSER(Automatic answer Network System for Electrical Request) - 電話・FAXなどから口座の残高照会・振込などを行うオンライン。
- CAFIS(Credit And Finance Information System、クレジット網) - クレジットカード会社をはじめ、カードビジネスを担うオンライン。
- 地銀ネットワークサービス(CNS) - 地方銀行が結んでいる振込・振替・収納などを担うオンライン。
- ファームバンキング
- ホームバンキング